# ASA-PS
ASA-PS（ASA physical status classification system）は、アメリカ麻酔科学会（American Society of Anesthesiologists: ASA）による全身状態分類である。ASA-PSは、手術前の患者の健康状態を評価するシステムであるが、単独で手術リスクを評価するものではない。1963年にASAは、5つのカテゴリーからなる身体状態分類システムを採用した。手術前のASA-PSと予後は相関する。
全身状態を6クラスに分類しており、緊急手術の場合は「E」を併記する。これらは以下の通りである。
- Class Ⅰ：健康な人。
- Class Ⅱ：軽度の全身疾患（systemic disease）（英語版）を有する。
- Class Ⅲ：重度の全身疾患を有する。
- Class Ⅳ：生命を脅かす全身疾患を有する。
- Class Ⅴ：瀕死であり、手術なしでは生存が期待できない。
- Class Ⅵ：脳死状態の臓器移植ドナー。

手術が緊急の場合は、身体状態分類の後に "E"（緊急の意味）が付く。クラス5は通常緊急手術であるため、通常「5E」となる。脳死患者の臓器摘出はすべて緊急に行われるため、クラス "6E "は存在せず、単にクラス "6 "として記録される。ASA-PSが最初に考案された1940年当時の緊急の定義は、"外科医の見解では、遅滞なく行うべき外科処置 "であったが、2002年に"（処置の）遅滞が患者の生命または身体部位に対する脅威を著しく増大させる場合 "と再定義されている。

## 2020年改訂
2020年に下表の通り、改訂された。小児や妊婦に関して具体例が拡張されている。
| クラス | 定義                               | 成人 | 小児 | 妊婦 |
| ------ | ---------------------------------- | --- | --- | --- |
| Ⅰ      | 正常健常者                         | 非喫煙、非飲酒(またはほとんど飲まない)の健常者 | 健常児(急性・慢性疾患を有さない)、年齢に応じた正常BMI域内 | |
| Ⅱ      | 軽度の全身疾患                     | 機能的障害を伴わない軽度の疾患、喫煙者、機会飲酒、30<BMI<40、コントロール良好なDM/HT、軽症肺疾患 | 無症候性の先天性心疾患、コントロール良好な不整脈・てんかん、急性増悪のない喘息、2型糖尿病、年齢別正常域内を逸脱したBMI、軽・中等症のOSA、寛解期の腫瘍、生活制限の少ない自閉症 | 正常妊娠、コントロール良好な妊娠高血圧、重症症状を伴わない子癇前症、食事でコントロールされているDM                        |
| Ⅲ      | 重度の全身疾患                     | 実質的な機能制限；1つ以上の中等度から重度の疾患がある。コントロール不良のDM/HT、COPD、病的肥満（BMI≥40）、活動性肝炎、アルコール依存または乱用、ペースメーカー植え込み、駆出率の中程度低下、維持透析、3ヶ月以上経過したMI、CVA、TIA、CAD/ステントの病歴。 | 未修正の安定した先天性心疾患、急性増悪を伴う喘息、コントロール不良のてんかん、1型糖尿病、病的肥満、栄養不良、重度のOSA、担癌、腎不全、筋ジストロフィー、嚢胞性線維症、臓器移植歴、脳/脊髄奇形、症候性水頭症、受胎後週数60週未満の未熟児、重度の生活制限のある自閉症、代謝性疾患、困難気道、長期静脈栄養。生後6週以内の満期産児 | 重症の子癇前症、併存症のある又はインスリンの必要量が多い妊娠性DM、抗凝固療法を必要とする血栓性疾患                        |
| Ⅳ      | 生命に脅威を及ぼす重度の全身疾患   | 最近(3ヶ月未満)の心筋梗塞、CVA、TIA、またはCAD/ステント、進行中の心臓虚血または重度の弁機能障害、重度の駆出率低下、ショック、敗血症、播種性血管内凝固症候群、非維持透析の急性腎不全または末期腎不全                                                       | 先天性心疾患、うっ血性心不全、未熟児後遺症、急性低酸素性脳症、ショック、敗血症、播種性血管内凝固症候群、自動植込み型除細動器、人工呼吸器依存、内分泌障害、重症外傷、重症呼吸窮迫、進行した癌の状態 | HELLP症候群やその他の有害事象を合併した重症の子癇前症、EF＜40の周産期心筋症、未修正又は非代償性の心疾患(後天性・先天性)。 |
| Ⅴ      | 手術無しでは救命不可能な瀕死の患者 | 腹部(胸部)大動脈瘤破裂、重度外傷、脳実質圧排のある脳内出血、重大な心障害や多臓器・多系統の障害を惹起した虚血性腸炎 | 重度外傷、脳実質圧排のある脳内出血、ECMO下、呼吸不全又は呼吸停止、悪性高血圧、非代償性うっ血性心不全、肝性脳症、腸管虚血、多臓器又は多系統の機能障害 | 子宮破裂 |
| Ⅵ      | 脳死ドナー                         | | | |

略語）DM: 糖尿病、CAD: 冠動脈疾患、HT: 高血圧、MI: 心筋梗塞、CVA: 脳卒中、TIA: 一過性脳虚血性発作、OSA: 閉塞性睡眠時無呼吸、HELLP: Hemolysis, Elevated Liver enzymes, Low Platelet、DIC: 播種性血管内凝固。

## 制限事項および修正案
これらの定義は、"ASA Relative Value Guide"の各年度版に記載されている。これらのカテゴリーをさらに定義するのに役立つ追加情報はない。
ASAの状態分類システムの一例として、歯科の専門家が使用しているものがある。多くの場合、分類を決定するために「機能的制限」または「不安」を含めるが、これは実際の定義には記載されていないが、特定の複雑な症例に対処する際に有益であることが判明する可能性がある。同じ症例でも、麻酔科医によってグレードが異なることがよくある。
一部の麻酔科医は、緊急事態（Emergency）に対する「E」修正記号のように、妊娠（Pregnancy）に対する「P」修正記号をASAスコアに加えるべきだと提案している。

## 適応
麻酔科医は、ASA-PSを術前の患者の全体的な健康状態を示すために用いるが、病院、法律事務所、認証機関、その他の医療機関では、ASA-PSが手術リスクを予測する尺度（麻酔リスクでは無く）として誤解され、その結果、患者が手術を受けるべきか、受けるべきであったかを決定することになりかねない。手術リスクの予測には、年齢、併存疾患（comorbidity）の有無、手術手技の性質と範囲、麻酔法の選択、手術チーム（外科医、麻酔科医、補助スタッフ）の能力、手術や麻酔の時間、設備・薬剤・輸血・インプラントの利用可能性、適切な術後ケアなどの他の要因も重要である。

## 歴史

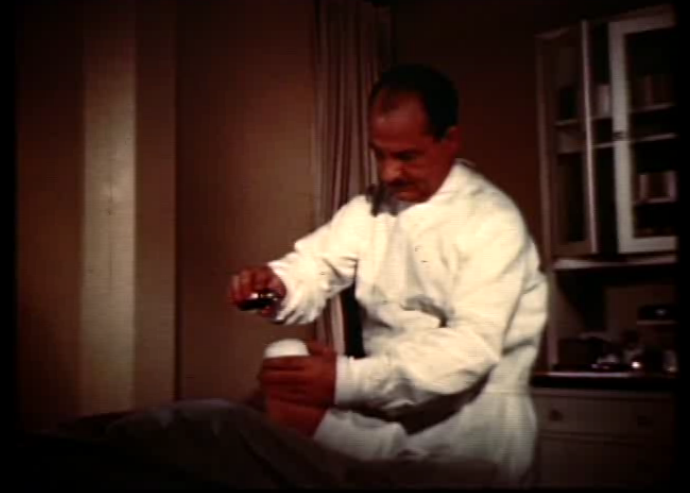
麻酔薬を投与しているエメリー・ロベンシュタイン（Emery Rovenstine）。1962年より、彼の名を冠した記念講演がアメリカ麻酔科学会で毎年行われている。

1940年から41年にかけて、ASAは3人の医師からなる委員会（Meyer Saklad、エメリー・ロベンシュタイン（Emery Rovenstine）、Ivan Taylor）に、麻酔における統計データの収集と集計について調査、検討、実験を行い、どのような状況でも適用できるシステムを考案するよう依頼した。この努力は、リスクを層別化した最初の医療専門分野であった。彼らの使命は手術リスクの予測因子を決定することであったが、彼らはこの課題を考案することは不可能であるとすぐに却下した。彼らはこう述べている。
「これまで "手術リスク "と考えられてきたものを標準化し、定義しようと試みたところ、この用語は...使用できないことがわかった。麻酔記録や、将来的な麻酔薬や手術手技の評価のためには、身体的状態のみに関連して分類し、評価することが最善であると考えられた。」
彼らが提案した尺度は、患者の術前状態のみを扱うものであり、手術手技や手術結果に影響しうる他の因子には対応していない。彼らは、全国各地の麻酔科医が彼らの「共通用語」を採用し、手術手技『と併せて』患者の術前状態と転帰を比較することで、罹患率と死亡率の統計的比較が可能になることを望んでいた。—Scott Segal、Women Presenting in Labor Should be Classified as ASA E（SOAP 2003 newsletter）、
彼らは、健康な人（クラス1）から、生命に差し迫った脅威である極度の全身性障害を持つ人（クラス4）までの6段階の尺度を説明した（下表）。彼らの尺度の最初の4点は、今日のASAのクラス1～4にほぼ対応しており、1963年に初めて発表された。原著者たちは、後に最初の2つのクラス（クラス1又は2）または後の2つのクラス（クラス3または4）のいずれかに分類されたであろう緊急事態を包含する2つのクラスを含めていた。1963年に現在の分類が発表されるまでに、2つの修正が加えられた。第一に、以前のクラス5と6が削除され、手術の有無にかかわらず、24時間生存する見込みのない病的状態の人のために、新しいクラス5が追加された。第二に、緊急事態のためのクラス5、6が廃止され、別系統の "E "接尾辞が追加された。6番目のクラスは現在、脳死臓器提供者に使用されている。Sakladは、統一を促すために、各クラスの患者の例を示した。しかし、残念なことに、ASAは後に各カテゴリーについて患者の例を挙げて説明しなかったため、かえって混乱を招いた。

### Sakladらによる原案
| クラス | 定義 |  |
| ------ | --- |  |
| 1      | 器質的病変がない、または病変が局所的で全身的な障害や異常を引き起こさない患者。 例：クラス1に該当する患者は、ショック、出血、塞栓、全身性の障害の徴候がない限り、骨折患者を含む。先天性の奇形も含まれるが、全身的な障害を引き起こしている場合は除く。局所的で発熱のない感染症、多くの骨変形、合併症のないヘルニアも含まれる。患者の身体状態のみが考慮されるため、どのような手術もこのクラスに入る可能性がある。 |  |
| 2      | 中等度であるが明らかな全身性の障害で、治療対象疾患または外科的介入によって引き起こされるもの、あるいは他の既存の病的過程によって引き起こされるものがこのクラスに属する。 例: 軽度の糖尿病、機能的能力IまたはIIa、自分で自分のケアができない精神病患者、軽度のアシドーシス、中等度の貧血、敗血症または急性咽頭炎、後鼻漏を伴う慢性副鼻腔炎、急性副鼻腔炎、全身性反応を引き起こす軽症または表在性の感染症(全身反応がない場合は、発熱、倦怠感、白血球増加などが分類の助けとなる)、部分的な気道閉塞を引き起こす非機能性の甲状腺腺腫、軽度の甲状腺中毒症、急性骨髄炎（早期）、慢性骨髄炎、活動に支障をきたすほどの肺組織の浸潤があり、他の症状を伴わない肺結核。                            |  |
| 3      | 何らかの原因による全身性の重篤な障害。これは臨床的判断の問題であるため、重症度の絶対的な尺度を示すことはできない。以下の例は、このクラスとクラス2との違いを示すための参考例である。 例: 合併症がある、または重度の糖尿病、機能的能力Ⅱb、心臓病と呼吸器疾患の合併、またはその他の正常機能を著しく損なうもの、重篤な生理的障害を引き起こすのに十分な期間存在する完全な腸閉塞。病変の程度または治療のため、頻脈または呼吸困難を引き起こすほどに肺活量が低下した肺結核。長期にわたる病気で衰弱し、全身またはいくつかの臓器が弱っている患者、事故による重度の外傷で、治療により改善する可能性のあるショック、肺膿瘍。                                                                       |  |
| 4      | 治療の種類にかかわらず、すでに生命に差し迫った脅威となっている重篤な全身疾患。その期間または性質のために、すでに不可逆的な損傷が生体に生じている。このクラスは、身体状態が極端に悪い患者のみを対象とする。この分類を使用する機会はあまりないかもしれないが、非常に状態の悪い患者を他の患者と区別する目的には役立つはずである。 例: 機能的能力Ⅲ-(心臓機能の非代償的低下)、修復不可能な重度の外傷、すでに衰弱している患者における、長期間にわたる完全な腸閉塞、著しい腎機能障害を伴う心血管系-腎疾患の合併、二次出血を止めるために麻酔が必要だが、著明な出血に伴って患者の状態が悪い場合。 緊急手術： 緊急手術とは、外科医の見解により、遅滞なく行われるべき手術として任意に定義される。 |  |
| 5      | クラス1またはクラス2に分類される緊急事態。 |  |
| 6      | クラス3またはクラス4に分類される緊急事態。 |  |

2014年アメリカ麻酔学会の術前身体状態分類に参考となる具体例が追加された（ASA Physical Status Classification System. Last approved by the ASA House of Delegates on October 15, 2014）。下記の通りである。
- Class Ⅰ：現在喫煙していない、酒を飲まないか少しだけ飲むなど。
- Class Ⅱ：現在喫煙している、付き合いで酒をよく飲む、妊娠、肥満（30< BMI <40）、コントロール良好な糖尿病/高血圧、軽度の肺疾患など。
- Class Ⅲ：コントロール不良の糖尿病/高血圧、慢性閉塞性肺疾患（COPD）、高度肥満（BMI ≧40）、活動性の肝炎、アルコール依存または中毒、ペースメーカー、中程度の駆出率（EF）低下、定期的に透析を受けている末期腎不全、60週未満の早産児、3か月以上経過した以下の既往（心筋梗塞、脳血管障害、一過性脳虚血発作（TIA）、冠動脈疾患/ステント留置）など。
- Class Ⅳ：最近（3か月未満）の心筋梗塞、脳血管障害、TIAや冠動脈疾患/ステント留置、進行中の心虚血や重度の弁膜症、重度のEF低下、敗血症、播種性血管内凝固症候群（DIC）、定期的に透析されていない急性腎不全や末期腎不全など。
- Class Ⅴ：破裂した腹部/胸部動脈瘤、重症外傷、圧迫所見がある頭蓋内出血、重大な心臓病変または多臓器不全に陥っている腸閉塞など。

妊娠は病気ではないが、出産時の生理的状態は通常時と大きく異なるため、合併症のない妊娠中の女性は Class Ⅱ に分類される。